# Euceratocerus parvus
Euceratocerus parvus är en skalbaggsart som beskrevs av White 1974. Euceratocerus parvus ingår i släktet Euceratocerus och familjen trägnagare. Inga underarter finns listade i Catalogue of Life.